# 1908-as olasz labdarúgó-bajnokság (első osztály)
Az olasz labdarúgó-bajnokság 1908-as szezonja volt a 11. kiírás. A győztes a Pro Vercelli lett első alkalommal.

## Selejtezők

### Piemont
| 1. csapat    | Eredmény | 2. csapat | 1. mérk. | 2. mérk. |
| ------------ | -------- | --------- | -------- | -------- |
| Pro Vercelli | 3–1      | Juventus  | 1–1      | 2–0      |

### Liguria
Az Andrea Doria volt az egyetlen regisztrált csapat ebből a régióból így automatikusan továbbjutott.

### Lombardia
Az US Milanese volt az egyetlen regisztrált csapat ebből a régióból így automatikusan továbbjutott.

## Csoportkör

### A bajnokság végeredménye
|    | Csapat       | M | Gy | D | V | Rg–Kg | Gk | P |
| -- | ------------ | - | -- | - | - | ----- | -- | - |
| 1. | Pro Vercelli | 4 | 2  | 2 | 0 | 4–2   | +2 | 6 |
| 2. | US Milanese  | 4 | 2  | 1 | 1 | 7–3   | +4 | 5 |
| 3. | Andrea Doria | 4 | 0  | 1 | 3 | 4–10  | -6 | 1 |

### Eredmények
| 1. csapat    | Eredmény | 2. csapat    |
| ------------ | -------- | ------------ |
| US Milanese  | 5–1      | Andrea Doria |
| Pro Vercelli | 0–0      | US Milanese  |
| Andrea Doria | 1–2      | Pro Vercelli |
| Pro Vercelli | 1–1      | Andrea Doria |
| US Milanese  | 0–1      | Pro Vercelli |
| Andrea Doria | 1–2      | US Milanese  |

| Az 1908-as olasz labdarúgó-bajnokság győztese: |
| ---------------------------------------------- |
| Pro Vercelli 1. cím                            |